# Donna Smellie
Donna Smellie, född 2 september 1964, är en friidrottare från Kanada. Hon deltog vid olympiska sommarspelen 1984.